# Lilla sjö (Öxnevalla socken, Västergötland)
Lilla sjö är en sjö i Marks kommun i Västergötland och ingår i Viskans huvudavrinningsområde.